# Graffenrieda emarginata
Graffenrieda emarginata är en tvåhjärtbladig växtart som först beskrevs av Hipólito Ruiz López och Pav., och fick sitt nu gällande namn av José Jéronimo Triana. Graffenrieda emarginata ingår i släktet Graffenrieda och familjen Melastomataceae. Inga underarter finns listade i Catalogue of Life.